# Andrzej Jadwiszczak
Andrzej Jadwiszczak (ur. 2 września 1957 r. w Łodzi) – entomolog, koleopterolog, badacz Coccinellidae z całego świata,  wydawca książek przyrodniczych i entomologicznych.
Opublikował 17 prac naukowych, opisał jeden nowy dla nauki rodzaj i 14 nowych dla nauki gatunków. Odbył kilka wypraw badawczych do krajów tropikalnych. Współautor World Catalogue of Coccinellidae: Epilachninae.
Ważniejsze prace: Studies on the Oriental Epilachninae (Coleoptera, Coccinellidae); New and little known Oriental Epilachna Chevrolat species (Coleoptera, Coccinellidae),
Posiada zbiór chrząszczy z całego świata, ok. 21 000 okazów (w tym ok. 11 500 Coccinellidae) w prywatnej kolekcji w Olsztynie.
Wydawca i redaktor czasopisma Notatki Entomologiczne, właściciel wydawnictwa Mantis, od 2004 r. prezes  Klubu Przyrodników Warmii i Mazur. Od 2006 r. redaktor naczelny kwartalnika Natura - Przyroda Warmii i Mazur.